# Rio Tinto Group
Rio Tinto Group je velika britanskoavstralska korporacija s sedežem v Londonu, Združeno kraljestvo. Rio Tinto se ukvarja z rudarjenem in pridobivanjem kovin. Podjetje je bilo ustanovljeno leta 1873, ko je večnarodni konzorcij kupil rudarski kompleks na reki Rio Tinto v Huelvi, Španija. Podjetje se je od takrat s številnimi prevzemi in širjenjem razširilo v eno največjih podjetij te vrste na svetu.
Rio Tinto je prisoten na šestih kontinentih, vendar ima glavne operacije v Avstraliji in Kanadi.

## Zunanje pvoezave
- Uradno spletno mesto
- Rio Tinto Coal Australia (RTCA)
- MBendi Rio Tinto informacije Arhivirano 1999-02-20 na Wayback Machine.
- Unsustainable: The Ugly Truth about Rio Tinto